# Antonio de Brugada
Antonio de Brugada Vila (Madrid, 1804-San Sebastián, 1863) fue un pintor español, que destacó como marinista. Pintor honorario de cámara de Isabel II y amigo de Francisco de Goya, a quien acompañó en sus últimos años en Burdeos y a quien se ha atribuido el que sería primer inventario de las Pinturas negras.

## Biografía
Nació en Madrid en 1804, Pintor de marinas, fue discípulo entre 1818 y 1821 de la Real Academia de San Fernando, y en París de Gudin. Miliciano nacional con rango de teniente de 1820 a 1823 (Trienio Liberal), «después de haber sufrido días amargos de prisión y una pertinaz y horrorosa persecución, se vio precisado a abandonar un pingüe patrimonio y buscar un asilo en el vecino Reyno de Francia, en donde fijó su residencia y permaneció once años», según declaraba en la instancia dirigida a la reina Isabel II por la que solicitaba se le admitiese como pintor de cámara. Exiliado en Francia mantuvo la militancia liberal en contacto con otros emigrados y participó en conspiraciones e intentonas de restaurar el régimen liberal, en particular en el intento de Espoz y Mina de penetrar por los Pirineos en 1830. Al mismo tiempo, recuperando los viejos estudios realizados en la Academia de Bellas Artes, volvió al cultivo de la pintura, según decía por afición, orientándose a la pintura de marinas, por ser género poco practicado en España, para lo que buscó como maestro al más destacado marinista francés. En Burdeos se encontró con Goya, a quien acompañó en sus paseos, sirviéndole de apoyo. Muerto Goya pintó su sepulcro y enmarcó el cuadro con una corona de laureles de oro, la última paleta y los pinceles del maestro aragonés, pintura ahora conservada en la Real Academia de Bellas Artes de San Fernando.
Caballero de la Real y distinguida Orden española de Carlos III y comendador de la americana de Isabel la Católica, fue académico de mérito de la Academia de San Fernando en el género de paisaje, previos los ejercicios correspondientes, desde 11 de julio de 1841, y de la de San Carlos de Valencia, en fecha indeterminada, además de pintor honorario de cámara de la reina por Real Orden de 14 de octubre de 1844, falleció en San Sebastián el 16 de febrero de 1863.
Ossorio y Bernard asegura que «sería interminable el catálogo de todas sus obras, y punto menos que imposible formarlo exactamente, por no poderse clasificar las muchas que pintó en el Liceo artístico durante sus sesiones prácticas, ni las en no menor número que conservan sus amigos y los aficionados». Entre sus principales obras se encontrarían El Vapor Isabel II, Un combate en el Cabo de San Vicente, Las carabelas de Cristóbal Colón al avistar la isla de San Salvador, Combate y toma de Balanguingui en el archipiélago filipino, Abordaje de una galera española al mando del almirante Tenorio, en que rindió en las aguas del Estrecho a un poderoso bajel sarraceno y El combate de Trafalgar. Todas estas obras se conservaban en el Museo Naval.
También fue autor de Dos marinas en hoja de lata, que subsistían en el Museo provincial de Valencia, y de dos grandes cuadros representando las principales acciones del célebre marino Antonio de Oquendo, encargados por resultado de una suscripción abierta en San Sebastián, en cuya casa consistorial se conservaban. Igualmente entre sus producción se contaron La marina en calma, La pesca milagrosa y La tempestad apaciguada, Jesús con los Apóstoles conteniendo las olas del mar, Una marina, Un episodio del combate naval de Lepanto, Pérdida de un buque en la costa y Efecto del sol poniente en las costas de Cataluña. Otras muchas obras de su mano figuraron en diferentes Exposiciones celebradas en Madrid, Sevilla y otras ciudades; diversos aficionados conservaban también bastantes trabajos suyos.

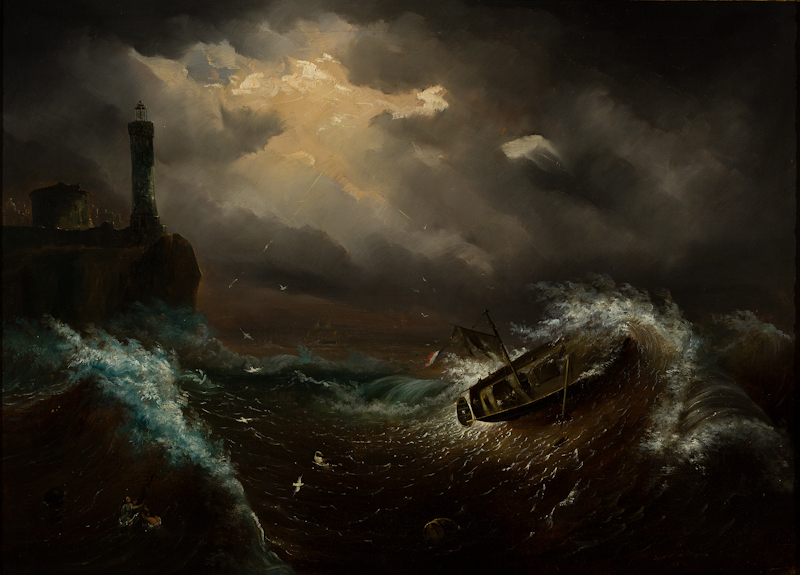
Naufragio de un navío francés junto a un faro, óleo sobre lienzo, 67,4 x 91,5 cm, Madrid, Fundación Santamarca.

Las marinas de Brugada, influidas por el paisajismo barroco holandés, pueden agruparse en tres categorías. A la primera pertenecen pinturas de historia naval, como lo son gran parte de los cuadros mencionados por Ossorio y en ocasiones de gran formato, género que puede subdividirse en cuadros de historia de tiempos pasados o de la historia más reciente, con cierto carácter testimonial, atento a las novedades de la navegación. Un segundo grupo lo forman los paisajes marítimos y la vida junto al mar, incluyendo vistas de puertos y escenas de pesca; por último, el género que podría considerarse romántico por excelencia, pinturas de tormentas y naufragios, con un contenido narrativo dramático, como el lienzo titulado Náufragos haciendo señales (Patrimonio Nacional), influido por La balsa de la Medusa de Théodore Géricault, o el Incendio de un buque a la vista de un puerto de noche y Naufragio de un navío francés junto a un faro, ambos en la Fundación Santamarca de Madrid que, con más de treinta cuadros de Brugada, incluido el retrato de Bartolomé de Santamarca, su mecenas, guarda el mayor conjunto de obras del pintor.
En su extensa producción no faltan los paisajes, ya no marítimos, influidos también por la pintura holandesa, como son el Paisaje veneciano o el Paisaje con cacería junto a un río (Fundación Santamarca) y, más excepcionalmente, la litografía de carácter político satírico, como son las dos que ilustran el libro de Pedro Martínez López Las brujas de Zugarramurdi (Burdeos, 1835), contra el gobierno de Martínez de la Rosa.